# Elezione del Presidente della Commissione per gli Affari di Stato in Corea del Nord del 2019
L'elezione della Commissione per gli Affari di Stato della Repubblica Popolare Democratica di Corea del 2019 è avvenuta il 10 aprile ad opera della XIV Assemblea Popolare Suprema. La Commissione per gli Affari di Stato a partire dal 29 giugno 2016 ha sostituito la vecchia Commissione di Difesa Nazionale.
Kim Jong-un è stato riconfermato presidente.